# Christian Frémont
Christian Frémont (Senegal, 1949) è un attore e artista francese.
È il padre dell'attore Ludovico Fremont.

## Biografia
Dopo gli studi classici presso il collegio Sainte-Marie di Saint-Malo (Francia), si è specializzato in arti grafiche con numerose ricerche sulla pigmentazione pittorica e le sue applicazioni, diplomandosi all'accademia di arti decorative di Nizza. Come pittore ha al suo attivo molte mostre personali sia in Francia che in Italia.
Fra il 1984 e il 1986 ha lavorato come attore nel cinema italiano con registi come Federico Fellini (E la nave va), Duccio Tessari (Baciami strega) e Marco Ferreri (Il futuro è donna). È stato protagonista della serie TV Due assi per un turbo. Attore di teatro, ha partecipato a tournée con il Piccolo Regio di Torino e ha recitato nel Processo di Giordano Bruno di José Quaglio al teatro dell'Orologio di Roma.
Ha diretto corsi di teatro dal 1991 al 1993 a Nizza, a Cagnes-sur-Mer e in Borgogna, regione di cui è stato assessore alla cultura dal 1995 al 1997.
Dal 1998 al 2000 ha effettuato viaggi di studi su tradizioni e danze della Polinesia al centro studi di Papeete, mentre al 2001 al 2003 ha poi diretto corsi presso centri ospedalieri, scuole, teatri e aziende in varie città, fra cui Nizza, Montpellier, Aix-en-Provence e Sète. Dal 2003 al 2009 ha presieduto uno stage teatrale di formazione presso l'accademia di Pointe-à-Pitre in Guadalupa.

## Filmografia
- Libra, regia di Roland Moreau, Georges Perdriaud, Jean Talansier (1975)
- E la nave va, regia di Federico Fellini (1983)
- Il futuro è donna, regia di Marco Ferreri (1984)
- Rats - Notte di terrore, regia di Bruno Mattei e Claudio Fragasso (1984)
- Cenerentola '80, regia di Roberto Malenotti (1984)
- La vera storia della rivoluzione francese (Liberté, égalité, choucroute), regia di Jean Yanne (1985)
- Baciami strega - serie TV (1985)
- Una donna senza nome, regia di Luigi Russo (1987)
- Due assi per un turbo - serie TV, 12 episodi (1987)